# Spirited : L'Esprit de Noël
Pour plus de détails, voir Fiche technique et Distribution.
Spirited : L’Esprit de Noël (Spirited) est un film de Noël réalisé par Sean Anders et sorti en 2022. Il est diffusé sur Apple TV+. Il s'agit d'une  adaptation libre et modernisée du conte Un chant de Noël de Charles Dickens.
Le film début alors que pendant près de deux siècles, Jacob Marley et les trois fantômes (des Noëls passés, présents et à venir) ont dirigé une équipe d'esprits de l'au-delà pour aider à trouver et à racheter une nouvelle âme humaine à chaque Noël. Le fantôme du Noël présent est désormais éligible à la "retraite" depuis des décennies. Il refuse cependant de le faire malgré la tentation de la promesse de s'installer et de rattraper ses propres échecs dans sa vie passée. À la recherche d'une nouvelle âme à racheter, les esprits rencontrent Clint Briggs, un consultant média renommé et controversé. Malgré l'insistance de Marley sur le fait qu'il s'agit d'une âme "irrécupérable", le fantôme du Noël présent s'attache à lui car il pense que sa rédemption pourrait avoir un effet d'entraînement, faisant de lui une force de changement positif dans l'Humanité.

## Synopsis
Pendant près de deux siècles, Jacob Marley et les fantômes des Noël Passé, Présent et Avenir mène une équipe d'esprits de l'au-delà afin de trouver et changer humaine "maltraitant" chaque Noël. Présent est réticent  de vouloir prendre sa "retraite" depuis des décennies, mais refuse de le faire, bien qu'il soit tenté par la promesse de s'installer et de réparer ses propres échecs dans son ancien vie.
Dans la recherche d’un nouvelle personne à changer pour Noël prochain, les esprits rencontrent Clint Briggs, un consultant en médias renommé et controversé. Malgré le refus de Marley sur le fait que Briggs est "irrécupérable", Présent croit que la rédemption de Clint fera de lui un homme meilleur et faire de lui une force positif dans l'humanité. Marley accepte finalement et les fantômes commencent une année de recherche sur Clint en préparant des moments importants de sa vis.
À l'approche de Noël, les fantômes visitent le quartier général de Clint, où ils le voient encourager sa nièce Wren, qui se présente à la présidence de sa classe, il lui propose de poster une vidéo scandaleuse de son adversaire Joshua. La vice-présidente exécutive de Clint, Kimberly, qui a découvert une vidéo sur les ordres de Clint mais elle culpabilise sur ses actions et envisage de démissionner, mais elle décide finalement de le faire quand même. Les choses sont compliquées lorsque Kimberly arrive à voir Présent, qui se trouve attirée par elle.
Le 24 au soir, la mise en scène pouvait commencer mais les choses déraille rapidement lorsque Clint interrompt à plusieurs reprises Marley et qu’il tente de séduire Passé, forçant Présent à intervenir tôt et à prendre le relais. Clint est indifférent envers les souvenirs que lui montre Présent, en particulier le jour où sa mère ivre qui lui a offert une gamelle de chiens sans l’animal mais elle lui a menti sur son absence ; le jour où son ex-petite amie Nora, a rompu avec lui à cause de son égoïsme ; et de sa sœur aînée Carrie, qui est morte d'un cancer depuis cinq ans. Réalisant que le cas de Clint nécessitera une approche non conventionnelle, Présent l’emmène dans son propre passé et révèle qu'il était autrefois le célèbre Ebenezer Scrooge, un irrécupérable qui à passer le programme. Marley est furieux et ordonne à Présente de "s'en tenir au scénario".
Présent amène Clint à Nora, célébrant joyeusement Noël avec son mari et ses enfants, mais Clint en déduit que c'est Présent lui-même qui aspire à une vie de famille heureuse avec Kimberly. Présent rejette cela et lui montre plutôt la réaction horrifiée de Joshua à la publication de la vidéo par Wren. Présent amène ensuite Clint à revivre son souvenir le plus douloureux  où Carrie lui a demandé d'élever Wren alors qu’elle est sur son lit de mort, Clint avait refusée et l’a confié à leur frère cadet Owen.
Alors que Présent se prépare à quitter Clint, Clint l'oblige à faire face à ses propres craintes quant à savoir s'il a été vraiment racheté, car Scrooge était mort seulement trois semaines après avoir rencontré les Fantômes. Clint le convainc de prendre sa retraite et de vivre une nouvelle vie sur Terre. Peu de temps après, les deux se réveillent dans l'appartement de Clint, et Présent, maintenant mortel, demande à Kimberly un rendez-vous. Clint est ensuite intercepté par Avenir et a montré des aperçus de l'avenir, y compris le suicide de Joshua après que la vidéo de Wren ait détruit sa réputation.
De retour sur Terre, un Clint secoué court pour empêcher Wren de publier la vidéo. Juste au moment où il la rattrape, Kimberly l'arrête et révèle qu'elle a convaincu Wren de ne pas le faire, puis quitte son travail. Présent est satisfait de l’action de Clint et attend qu’il reçoit la traditionnelle félicitations de l'équipe d'esprit, mais il est confus lorsqu'ils n'arrivent pas.
Clint explique qu'il n'a pas changer et il dit à Présent que la vie vaut toujours la peine d'être essayée et offre son amitié. Un Présent découragé, convaincu qu'il est irrécupérable, se met au milieu de la route pour se faire écraser par un bus  afin de retourner à son travail dans l'au-delà. Clint le pousse hors du chemin, et juste avant que le bus ne l’écrase, le temps se fige, et les esprits arrivent pour féliciter Clint d'avoir obtenu sa rédemption. Cependant, lorsque le temps reprend, le bus écrase Clint, le tuant. Carrie arrive pour conduire Clint dans l'au-delà, et bien qu'il soit ravi de revoir sa sœur, il est réticent à laisser Présent derrière lui. Au lieu de cela, il fait une proposition à Marley.
Plusieurs années plus tard, Clint a assumé le rôle du fantôme des Noël Présent et  entame une relation avec le Passé. Il a élargi le programme pour inclure d'autres vacances afin que l'équipe puisse prendre plus irrécupérable chaque année et engage Carrie dans l’équipe en tant que membre du personnel. Clint visite régulièrement Présent, maintenant marié à Kimberly et père de deux enfants, et les amis continuent de travailler ensemble pour racheter des humains. Wren a grandi et a été accepté dans un programme de maîtrise à Stanford.
Dans une scène post-crédit, le directeur de l'hôtel de la convention de l'arbre de Noël (qui a été choisi au départ) se révèle qui a été choisi dans sa quête de rédemptions.

## Fiche technique
Sauf indication contraire, les informations mentionnées dans cette section peuvent être confirmées par la base de données cinématographiques IMDb,  présente dans la section « Liens externes ».
- Titre original et français : Spirited
- Titre québécois : Spirited : L’Esprit de Noël
- Réalisation : Sean Anders
- Scénario : John Morris et Sean Anders, d'après le conte Un chant de Noël de Charles Dickens
- Musique : Dominic Lewis
- Chansons originales : Benj Pasek et Justin Paul
- Sociétés de production : Apple Original Films
- Société de distribution : Apple Studios
- Pays de production :  États-Unis
- Langue originale : anglais
- Format : couleur
- Genre : comédie, musical, film de Noël
- Dates de sortie :
  - États-Unis : 11 novembre 2022 (sortie limitée en salles)
  - Monde : 18 novembre 2022 (sur Apple TV+)

## Distribution
Sauf indication contraire, les informations mentionnées dans cette section peuvent être confirmées par la base de données cinématographiques IMDb,  présente dans la section « Liens externes ».
- Will Ferrell (VF : Maurice Decoster) (dialogues) / (VF : Emmanuel Curtil)[réf. nécessaire] (chant) : Ebenezer Scrooge / le fantôme du Noël présent (en)
- Ryan Reynolds (VF : Pierre Tessier) (dialogues) : Clint Briggs
  - Nico Tirozzui : Clint Briggs, âgé de 8 ans
  - Thomas P. Gillis : Clint Briggs, plus âgé
- Octavia Spencer (VF : Marie Bouvier) : Kimberly
- Sunita Mani (en) (VF : Olivia Luccioni) : Bonnie, le fantôme des Noëls passés (en)
- Patrick Page (VF : Philippe Catoire) : Jacob Marley (en)
- Marlow Barkley : Wren / Carrie, jeune
- Loren Woods (apparence physique) Tracy Morgan (voix) (VF : Jean-Michel Vaubien) : le fantôme des Noëls encore à venir (en)
- Aimee Carrero (VF : Dorothée Pousséo) : Nora
- Joe Tippett (en) : Owen
- Andrea Anders (VF : Rafaèle Moutier) : Carrie
- Jen Tullock (VF : Ingrid Donnadieu) :  Wendy
- Rose Byrne : Karen Blansky
- P. J. Byrne (VF : Laurent Morteau) : M. Alteli
- Adam Grupper : M. Bryan
- Lily Sullivan (VF : Antonella Colapietro) : Margo, la fantôme RH
- Gavin Maddox Bergman : Oliver Twist
- Judi Dench : elle-même
- Jimmy Fallon : lui-même

 Source et légende : version française (VF) sur RS Doublage